# Заев, Дмитрий Иванович
Дмитрий Иванович Заев (4 октября 1901—1988) — советский военный деятель гвардии генерал-лейтенант танковых войск.

## Биография
Родился 4 октября 1901 года в селе Серединовка Тамбовской области.
В Красной Армии с 15 апреля 1920 года. В период с октября 1920 по сентябрь 1924 года курсант пехотных курсов. В 1930 году был слушателем военной академии имени М. В. Фрунзе. С 1933 по 1938 год — на штабных должностях. 24 августа 1938 года уволен из РККА по статье 44 пункту «в».  Однако 11 июня 1939 года был восстановлен и назначен на должность начальника штаба 42-й танковой бригады. 12 марта 1941 г. назначен на должность начальника штаба 10-го механизированного корпуса. В 1941 году занимал должности начальника АБТВ 48-й армии и начальника АБТО 5-й армии. С февраля 1942 по май 1942 года — заместитель командующего 5-й армией. В январе 1944 г. назначен начальником штаба 6-й танковой армии. В октябре 1944 г. назначен временно исполняющим обязанности 2-го заместителя командующего 5-й гвардейской танковой армии. В феврале 1945 г. назначен временно исполняющим обязанности 1-го заместителя командующего 5-й гвардейской танковой армии.  В апреле 1946 г. назначен временно исполняющим обязанности  командующим 5-й гвардейской танковой армии.  В августе 1946 г. назначен временно исполняющим обязанности начальника штаба 5-й гвардейской танковой армии. С августа 1947 г. начальник штаба 8-й механизированной армии. В 1950 году был слушателем Высшей военной академии имени К. Е. Ворошилова. С 1952 года служил в Одесском военном округе. Уволен в запас в 1961 году.
Жил в Москве. Умер в 1988 году. Похоронен на Введенском кладбище.

## Награды и почетные звания
- Орден Ленина;
- 4 ордена Красного Знамени (21 июля 1942 [1] ; 26 апреля 1944[2] ; неизвестно; неизвестно);
- Орден Суворова II степени (10 апреля 1945)[3];
- 2 ордена Отечественной войны I степени (15 декабря 1943 и неизвестно) [4][5]
- Медаль «За оборону Москвы» [6]
- Юбилейная медаль «XX лет Рабоче-Крестьянской Красной Армии»
- Почетный гражданин города Можайска (с 20 октября 1981)

Иностранные
- Польша — Орден «Крест Грюнвальда»
- Румыния — Орден Тудора Владимиреску

## Воинские звания
- 1936 — майор
- 1940 — полковник
- 23 августа 1943 — генерал-майор танковых войск
- 31 мая 1954 — генерал-лейтенант танковых войск